# Annona primigenia
Annona primigenia este o specie de plante angiosperme din genul Annona, familia Annonaceae, descrisă de Paul Carpenter Standley și Julian Alfred Steyermark. Conform Catalogue of Life specia Annona primigenia nu are subspecii cunoscute.